# Anne-Éléonore de Hesse-Darmstadt
Anne-Éléonore de Hesse-Darmstadt (en allemand Anna Eleonore von Hessen-Darmstadt) , née le 30 juillet 1601 à Darmstadt et morte le 6 mai 1659 au château de Herzberg à Herzberg am Harz, est une duchesse et régente du duché de Brunswick-Lunebourg.

## Biographie
Anne-Éléonore est une fille du comte Louis V de Hesse-Darmstadt (1577-1626), née de son mariage avec Madeleine de Brandebourg (1582-1616), fille du prince-électeur Jean II Georges de Brandebourg.
Elle épouse, le 14 décembre 1617 à Darmstadt, le futur duc Georges de Brunswick-Calenberg. Le mariage, auquel assistent de nombreux représentants de la noblesse, est fêté en grande pompe. Le mariage avec Anne-Éléonore a une grande influence sur la politique de Georges et notamment sur le cours du Hessenkrieg (de) des Maisons de Darmstadt et de Kassel pour le landgraviat de Hesse-Marbourg. Georges sait utiliser en sa faveur les bonnes relations de son beau-père avec la maison impériale. Anne-Éléonore a échangé avec son père une correspondance fournie à contenu politique.
Le duc désigne, dans son testament, sa femme Anne-Éléonore, aux côtés de son frère Frédéric IV de Brunswick-Lunebourg et de son beau-frère Jean de Hesse-Braubach, comme tutrice de leurs fils. La veuve, dévouée à sa maison paternelle, confie aussitôt à son frère Jean de Hesse-Braubach le commandement de l'armée de Brunswick-Lunebourg.
Anne-Éléonore vit jusqu'à sa mort sur son domaine de veuve, le château de Herzberg, où sont aussi nés tous ses enfants. Ce château est considéré, pour cela, comme le berceau de la Maison de Hanovre dont est issue la famille royale d'Angleterre. Anne-Éléonore a été inhumée, à côté de son époux, dans la Fürstengruft de l'église Sainte-Marie à Celle.

## Descendants
De leur mariage, Anne-Éléonore a huit enfants:
- Madeleine (née et morte le 9 août 1618)
- Christian-Louis de Brunswick-Lunebourg (1622-1665), prince de Calenberg et Celle, marié en 1653 avec la princesse Dorothée de Schleswig-Holstein-Glücksburg (1636-1689)
- Georges-Guillaume de Brunswick-Lunebourg (1624-1705), prince de Calenberg, Celle, Dannenberg et de Saxe-Lauenburg, marié en 1665 avec Éléonore Desmier d'Olbreuse (1639-1722)
- Jean-Frédéric de Brunswick-Calenberg (1625-1679), duc de Brunswick-Lunebourg, prince de Calenberg marié en 1668 avec la comtesse palatine Bénédicte-Henriette du Palatinat (1652-1730)
- Sophie-Amélie de Brunswick-Calenberg (1628-1685) mariée en 1643 avec le roi Frédéric III de Danemark (1609-1670)
- Dorothée Madeleine (1629-1630), jumelle de d'Ernest-Auguste
- Ernest-Auguste de Hanovre (1629-1698), électeur de Hanovre marié en 1658 avec la princesse Sophie de Hanovre (1630-1714)
- Anna (1630-1636)